# Néronde
Néronde település Franciaországban, Loire megyében. Lakosainak száma 482 fő (2022. január 1.). Néronde Saint-Just-la-Pendue, Balbigny, Bussières, Pouilly-lès-Feurs és Saint-Marcel-de-Félines községekkel határos.

## Népesség
A település népességének változása:
| Lakosok száma | 622  | 431  | 460  | 464  | 474  | 462  | 457  | 460  | 467  | 482  |
|               | 1968 | 1982 | 1990 | 2006 | 2013 | 2015 | 2017 | 2019 | 2020 | 2022 |